# Campeonato Asiático de Atletismo Júnior de 1986
A 1ª edição do Campeonato Asiático de Atletismo Júnior foi o evento esportivo inaugural organizado bienalmente pela Associação Asiática de Atletismo (AAA). O evento ocorreu na cidade de Jacarta, na Indonésia, entre 4 e 7 de dezembro de 1986. Foram disputadas no campeonato 40 provas para atletas com até 20 anos classificados como Júnior.

## Medalhistas

### Masculino
| Evento                      | Ouro                                                   | Ouro     | Prata                                                                   | Prata    | Bronze                                                                      | Bronze   |
| --------------------------- | ------------------------------------------------------ | -------- | ----------------------------------------------------------------------- | -------- | --------------------------------------------------------------------------- | -------- |
| 100 metros                  | Li Tao · China                                         | 10.26    | Wang Wenzhong · China                                                   | 10.47    | Mardi Lestari · Indonésia                                                   | 10.53    |
| 200 metros                  | Hsieh Tsong-Tze · Taipé Chinesa                        | 21.21    | Li Yun · China                                                          | 21.48    | Tsai Yi-Cheng · Taipé Chinesa                                               | 21.48    |
| 400 metros                  | Keiichi Adachi · Japão                                 | 47.54    | Muhammad Fayyaz · Paquistão                                             | 47.78    | Mohamed Hossain Milzer · Bangladesh                                         | 48.02    |
| 800 metros                  | Ismail Yousef · Catar                                  | 1:52.15  | Mohamed Hossain Milzer · Bangladesh                                     | 1:52.16  | Keiichiro Nakamura · Japão                                                  | 1:52.63  |
| 1.500 metros                | Duan Xiuquan · China                                   | 3:47.06  | Mohamed Suleiman · Catar                                                | 3:48.91  | Atsushi Ogino · Japão                                                       | 3:49.18  |
| 5.000 metros                | Ryu Ok-Hyon · Coreia do Norte                          | 14:26.15 | Guo Yijiang · China                                                     | 14:30.51 | Jun Hiratsuka · Japão                                                       | 14:32.86 |
| 10.000 metros               | Ryu Ok-Hyon · Coreia do Norte                          | 30:00.27 | Edward Nabunone · Indonésia                                             | 30:06.33 | Guo Yijiang · China                                                         | 31:39.73 |
| 110 metros com barreiras    | Hiroshi Kakimori · Japão                               | 14.28    | Rashid Sheban Marzouk · Catar                                           | 14.33    | Shaheed Mahmoud · Paquistão                                                 | 14.71    |
| 400 metros com barreiras    | Hiroshi Kakimori · Japão                               | 51.37    | Shaheed Mahmoud · Paquistão                                             | 53.36    | Hamdi Jaafar · Malásia                                                      | 53.52    |
| 2.000 metros com obstáculos | Ali Ahmed Saleh · Catar                                | 5:52.69  | Abdullah Al-Dosari · Barém                                              | 6:00.23  | Gau Jing-Jing · Taipé Chinesa                                               | 6:06.05  |
| Revezamento 4 x 100 metros  | China · Wang Wenzhong · Sun Jinchang · Li Jun · Li Tao | 40.01    | Japão · Tomohiro Osawa · Nobuo Toyoda · Masahito Horiuchi · Shinji Aoto | 40.46    | Taipé Chinesa · Wu Yu-Mai · Hsieh Tsong-Tze · Tsai Yi-Cheng · Jin Liang-Yen | 40.62    |
| Revezamento 4 x 400 metros  | Japão                                                  | 3:10.30  | Paquistão                                                               | 3:10.45  | Taipé Chinesa                                                               | 3:11.39  |
| Marcha atlética 10 km       | Huang Youngge · China                                  | 45:34.62 | Kaswoto · Indonésia                                                     | 50:58.87 | Subramanian Thanigasalam Singapura                                          | 54:01.06 |
| Salto em altura             | Ni Tao · China                                         | 2.15 m   | Toshio Adachi · Japão                                                   | 2.12 m   | Cao Yang · China                                                            | 2.09 m   |
| Salto à vara                | Huang Weiping · China                                  | 4.90 m   | Vijay Pal Singh · Índia                                                 | 4.80 m   | Foo Cheul-Hay Coreia do Sul                                                 | 4.80 m   |
| Salto em comprimento        | Nobuo Toyoda · Japão                                   | 7.93 m   | Kim Won-jin Coreia do Sul                                               | 7.85 m   | Li Tong · China                                                             | 7.70 m   |
| Salto triplo                | Du Benzhong · China                                    | 15.83 m  | Nai Hui-fang · Taipé Chinesa                                            | 15.13 m  | Katsumi Sazanami · Japão                                                    | 15.06 m  |
| Arremesso de peso           | Cui Guangyuan · China                                  | 16.21 m  | Kim Ki-Sang Coreia do Sul                                               | 15.23 m  | Mahmoud Mustapha Jalal · Kuwait                                             | 14.90 m  |
| Arremesso de disco          | Wu Guang · China                                       | 48.00 m  | Lin Hua-Hsuing · Taipé Chinesa                                          | 45.96 m  | Bhajan Singh · Índia                                                        | 43.00 m  |
| Lançamento do martelo       | Kazuhiro Asami · Japão                                 | 59.21 m  | Bader Al-Rashoud · Kuwait                                               | 50.61 m  | Rashid Riyadh · Barém                                                       | 49.57 m  |
| Lançamento do dardo         | Kim Jae-Sang Coreia do Sul                             | 75.40 m  | Geng Shengli · China                                                    | 67.92 m  | Gou Jin-Chuan · Taipé Chinesa                                               | 64.96 m  |
| Decatlo                     | Peng Huang-Shu · Taipé Chinesa                         | 6667 pts | Huang Chiang-Feng · Taipé Chinesa                                       | 6237 pts | Kim Kwang-Ik Coreia do Sul                                                  | 6129 pts |

### Feminino
| Evento                     | Ouro                                                                      | Ouro     | Prata                                                   | Prata    | Bronze                                                           | Bronze   |
| -------------------------- | ------------------------------------------------------------------------- | -------- | ------------------------------------------------------- | -------- | ---------------------------------------------------------------- | -------- |
| 100 metros                 | Ayako Nomura · Japão                                                      | 12.03    | Sin Yong-An Coreia do Sul                               | 12.12    | Qi Hong · China                                                  | 12.13    |
| 200 metros                 | Shigeko Ito · Japão                                                       | 24.52    | Ayako Nomura · Japão                                    | 24.79    | Sin Yong-An Coreia do Sul                                        | 24.82    |
| 400 metros                 | Huang Xiuxia · China                                                      | 55.76    | Keiko Honda · Japão                                     | 56.85    | Hsu Hsiu-Feng · Taipé Chinesa                                    | 58.16    |
| 800 metros                 | Hye Soon-Ho Coreia do Sul                                                 | 2:09.87  | Xu Liun · China                                         | 2:10.82  | Takaro Torii · Japão                                             | 2:10.85  |
| 1.500 metros               | Kim Song-Hwa · Coreia do Norte                                            | 4:28.34  | Kim Wei-Ja Coreia do Sul                                | 4:28.48  | No Hae-Son Coreia do Sul                                         | 4:29.78  |
| 3.000 metros               | Kim Chun-Mae · Coreia do Norte                                            | 9:46.42  | Kim Song-Hwa · Coreia do Norte                          | 9:48.66  | Kim Wei-Ja Coreia do Sul                                         | 9:52.75  |
| 5.000 metros               | Kim Chun-Mae · Coreia do Norte                                            | 17:01.13 | An Chang-Ju · Coreia do Norte                           | 17:46.82 | Betty Sarmiyati · Indonésia                                      | 17:56.27 |
| 100 metros com barreiras   | Naomi Jojima · Japão                                                      | 13.81    | Du Juan · China                                         | 13.86    | Wang Shu-Hua · Taipé Chinesa                                     | 14.17    |
| 400 metros com barreiras   | Chen Bairu · China                                                        | 59.54    | Chang Feng-Hua · Taipé Chinesa                          | 61.17    | Dolly Joseph · Índia                                             | 63.08    |
| Revezamento 4 x 100 metros | Taipé Chinesa · Lin Shu-Feng · Chang Feng-Hua · Chen Ya-Li · Wang Shu-Hua | 46.89    | China · Qi Hong · Huang Xiuxia · Du Juan · Lu Zhongying | 46.92    | Japão · Sanao Someya · Naomi Yojima · Shigeko Ito · Ayako Nomura | 47.12    |
| Revezamento 4 x 400 metros | Taipé Chinesa                                                             | 3:46.62  | Japão                                                   | 3:47.81  | China                                                            | 3:47.87  |
| Marcha atlética 5 km       | Li Chunxiu · China                                                        | 25:26.22 | Park Hyun-Joo Coreia do Sul                             | 26:44.65 | Nurniaty · Indonésia                                             | 27:32.88 |
| Salto em altura            | Su Chun-Yueh · Taipé Chinesa                                              | 1.74 m   | Liu Qian · China                                        | 1.74 m   | Gyeon Reu-Rim Coreia do Sul                                      | 1.65 m   |
| Salto em comprimento       | Fan Li · China                                                            | 6.27 m   | Wang Shu-Hua · Taipé Chinesa                            | 6.17 m   | Ri Yong-Ae · Coreia do Norte                                     | 6.13 m   |
| Arremesso de peso          | Ma Seun-Chi Coreia do Sul                                                 | 14.61 m  | Chong Chun-Hwa · Coreia do Norte                        | 13.96 m  | Ni Chia-Ping · Taipé Chinesa                                     | 12.16 m  |
| Arremesso de disco         | Kim Ni-Suk Coreia do Sul                                                  | 45.14 m  | Kau Chuen-Mei · Taipé Chinesa                           | 42.08 m  | Neelam Kumari · Índia                                            | 36.30 m  |
| Lançamento do dardo        | Sun Xiurong · China                                                       | 60.74 m  | Keiko Takeda · Japão                                    | 53.86 m  | Chen Yu-Jin · Taipé Chinesa                                      | 45.14 m  |
| Heptatlo                   | Wang Shu-Hua · Taipé Chinesa                                              | 5402 pts | Hsu Huei-Ying · Taipé Chinesa                           | 5108 pts | Miharu Kobayashi · Japão                                         | 5020 pts |

## Quadro de medalhas
| Ordem | País            | Ouro | Prata | Bronze |     |
| 1     | China           | 14   | 8     | 5      | 27  |
| 2     | Japão           | 9    | 6     | 7      | 22  |
| 3     | Taipé Chinesa   | 6    | 7     | 9      | 22  |
| 4     | Coreia do Norte | 5    | 3     | 1      | 9   |
| 5     | Coreia do Sul   | 4    | 5     | 6      | 15  |
| 6     | Catar           | 2    | 2     | 0      | 4   |
| 7     | Paquistão       | 0    | 3     | 1      | 4   |
| 8     | Índia           | 0    | 1     | 3      | 4   |
| 9     | Indonésia       | 0    | 2     | 3      | 5   |
| 10    | Barém           | 0    | 1     | 1      | 2   |
| 11    | Bangladesh      | 0    | 1     | 1      | 2   |
| 12    | Kuwait          | 0    | 1     | 1      | 2   |
| 13    | Malásia         | 0    | 0     | 1      | 1   |
| 14    | Singapura       | 0    | 0     | 1      | 1   |
| Total | Total           | 40   | 40    | 40     | 120 |